# Заспорня
Заспорня (біл. вёска Заспорня) — село в складі Вілейського району Мінської області, Білорусь. Село підпорядковане Осиповицькій сільській раді, розташоване в північній частині області.